# Durand Borel de Brétizel
Pour les articles homonymes, voir Famille Borel de Brétizel et Borel.
Durand Borel, baron de Brétizel, né à Beauvais le 23 juillet 1764 et mort à Beauvais le 1er mai 1839, est un magistrat et homme politique français.

## Biographie
Né dans une famille noble de magistrats, il est le fils d'Eustache Louis Borel, baron de Brétizel, président et lieutenant général au bailliage et siège présidial de Beauvais, auditeur de la Chambre des comptes de Paris (à partir de 1760), conseiller d'État, et de Marie-Françoise de Malinguehen. Il est l'oncle maternel de Nicolas Maximilien Sidoine Seguier. 

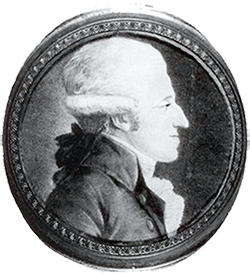
Durand Borel Brétizel.

Il est reçu, en 1783, licencié en droit et avocat au Parlement de Paris, et, à vingt-et-un ans, Durand succède à son père à la fonction de lieutenant général au bailliage et siège présidial de Beauvais, occupé par sa famille depuis six générations, et remplit, après 1789, différentes fonctions administratives et judiciaires. Emprisonné en 1793, il est remis en liberté après le 9 thermidor. 
Le 25 vendémiaire an IV, Borel de Bretizel est élu député de l'Oise au Conseil des Cinq-Cents. Il y fait adopter (an IV) un mode de remplacement par élection des commissaires près les tribunaux civils, et fait prendre, en l'an V, une résolution pour régulariser les droits des usufruitiers des maisons vendues nationalement avec réserve d'usufruit. Il se prononce contre la loi d'ostracisme du 18 fructidor. Dans la discussion d'un projet sur les institutions civiles, Borel, tout en louant les intentions philanthropiques du rapporteur, s'élève contre toutes les cérémonies religieuses dont on propose d'accompagner la célébration des actes de naissance, de mariage et de sépulture. 
Le 18 brumaire trouve dans Borel un zélé partisan ; aussi vient-il prendre place, par le choix du Sénat, le 11 germinal au VIII, au Tribunal de cassation. Il vote pour l'élévation de Bonaparte à l'empire. Converti, après 1815, au gouvernement de la Restauration, il est nommé conseiller à la Cour de cassation. Ce fut lui qui est chargé (V. le Moniteur du 15 janvier 1816) d'offrir au roi, au nom des habitants de Beauvais, le mouton que cette ville, de temps immémorial, est dans l'usage de présenter aux rois de France au jour de l'an. Peu de temps après, le 20 septembre 1817, il est élu député de l'Oise au collège de département. Il siège dans la majorité ministérielle jusqu'en 1820, est réélu le 16 mai 1822, puis le 25 février 1824, dans le 1er arrondissement de l'Oise (Beauvais), face à Danse-Renault, magistrat.
À la fin de cette dernière législature, chargé du rapport sur le projet de loi concernant le jury, il s'oppose à la question préjudicielle élevée par M. de la Bourdonnaye, et résume avec talent la discussion générale. Borel de Brétizel échoue aux élections de 1827 et de 1830 contre Levaillant. Après la révolution de Juillet, le duc d'Orléans, qui l'a précédemment admis, en 1814 dans son conseil particulier, le choisit, quand il est devenu roi, pour administrer les biens considérables que le legs universel du duc de Bourbon transmet au jeune duc d'Aumale. En 1838, l'état de santé de Borel de Brétizel l'oblige à résigner ses fonctions de conseiller à la Cour de cassation. Il meurt l'année d'après.
Il est président du Conseil général de l'Oise de 1820 à 1822, puis de 1828 à 1829.

### Union et postérité
Il est marié à Charlotte de Catheu, fille de Charles Claude de Catheu, écuyer, seigneur de Grumesnil, et de Charlotte Louise Divery du Mesnil, et belle-sœur du général-baron Jacques François de La Chaise. Dont postérité :
- Charlotte (1788-1855), mariée à Louis Aux Cousteaux de Marguerie, directeur des contributions directes (petit-fils de Louis Jean-Baptiste Bucquet)
- Agathe-Marie (1790-1864), mariée à Charles de Fontanges, baron de Couzan (1772-1858), directeur des contributions indirectes, maire de Vebret (d'où : Charles Louis de Fontanges de Couzan)
- Sidonie (1792-1843), mariée à Raymond Clément de Meynard de Maumont
- Charles (1799-1874), marié à Esther de Guillebon
- Octave Louis (1802-1870), conseiller à la Cour de cassation et secrétaire des commandements de la reine Marie-Amélie. Marié à Pauline Delattre d'Aubigny
  - Antoine (1846-1917), officier des gardes mobiles de la Somme, maire de Vieux-Rouen-sur-Bresle, marié à Jeanne Le Mareschal
- René-Léon (1805-1866), général de brigade, officier d'ordonnance et aide de camp du duc de Nemours. Marié à Louise Marie Théodore de Cacqueray de Saint-Quentin
  - Clotilde (1841-1926), mariée à René de Guillebon
  - Louis (1843-1932), contre-amiral et major général de la Marine à Cherbourg. Il eut pour parrain le duc de Nemours. Marié à Madeleine de Blic, puis avec Marguerite Tissot de La Barre de Mérona
  - Marie (1850-1892), mariée à Paul d'Ersu

## Distinctions
- Commandeur de la Légion d'honneur (2 juin 1837)[1]

## Armoiries
- D'or, à 6 burèles d'azur.

## Sources
- Louis Gabriel Michaud, Biographie universelle ancienne et moderne: ou histoire, par ordre alphabétique, de la vie publique et privée de tous les hommes qui se sont fait remarquer par leurs écrits, leurs talents, leurs vertus ou leurs crimes, Volume 5, 1854
- Antoine-Vincent Arnault, Antoine Jay, Étienne de Jouy, Jacques Marquet de Montbreton de Norvins, Biographie nouvelle des contemporains: ou Dictionnaire historique et raisonné de tous les hommes qui, depuis la révolution française, ont acquis de la célébrité par leurs actions, leurs écrits, leurs erreurs ou leurs crimes, soit en France, soit dans les pays étrangers; précédée d'un tableau par ordre chronologique des époques célèbres et des événemens remarquables, tant en France qu'à l'étranger, depuis 1787 jusqu'à ce jour, et d'une table alphabétique des assemblées législatives, à partir de l'assemblée constituante jusqu'aux dernières chambres des pairs et des députés, Volume 3, 1821

## Pour approfondir